# Grönbräken
Grönbräken, Asplenium viride, är en ormbunksväxt. Den är ganska lik svartbräken. 